# Aegle agatha
Aegle agatha là một loài bướm đêm trong họ Noctuidae.